# إدارة المشاكل
إدارة المشاكل (بالإنجليزية: Problem management)‏ هي العملية المسؤولة عن إدارة دورة حياة جميع المشاكل. والأهداف الرئيسية لإدارة المشاكل هي منع الحوادث من أن تقع، وتقليل آثار الحوادث إلى أدنى درجة ممكنة إن لم يكن منعها.